# Clytellus olesteroides
Clytellus olesteroides es una especie de escarabajo longicornio del género Clytellus, tribu Clytellini, orden Coleoptera. Fue descrita científicamente por Pascoe en 1885.

## Descripción
Mide 5,5-6,5 milímetros de longitud.

## Distribución
Se distribuye por India.